# Bordei Verde (gmina)
Bordei Verde – gmina w Rumunii, w okręgu Braiła. Obejmuje miejscowości Bordei Verde, Constantin Gabrielescu, Filiu i Lișcoteanca. W 2011 roku liczyła 2654 mieszkańców. 